# Pop Superstar : En route pour la célébrité
Pop Superstar : En route pour la célébrité est un jeu DSiWare sorti le 22 mai 2009 en Europe.

## Système de jeu

### Modes de jeu
- Continuer: Continuer la partie en cours.
- Réussites: Voir les badges, les coupes et les partitions de musique trouvés ou gagnés
- Multijoueur: Permet de jouer jusqu'à quatre en multi-cartes.
- Mini-jeux: Permet de jouer trois morceaux de musique en chant, à la guitare, à la batterie ou en danse:
  - Girlfriend
  - Tear Myself Away
  - Light It Up